# Toru Sagara
Toru Sagara (født 25. juni 1976) er en japansk fodbolddommer, som dømmer i den japanske liga. Han blev FIFA-dommer i 2007, og dømmer som linjedommer. Han har dømt et VM i fodbold i 2010 hvor han var linjedommer for Yuichi Nishimura fra Japan.